# 大塚理彦
大塚 理彦（おおつか みちひこ）は、大阪府出身の日本の知的財産学者・商標権・意匠権法学者。大阪工業大学知的財産専門職大学院教授。法学博士（神戸大学）。一級知的財産管理技能士。日本知財学会誌編集・企画委員会委員。
主な専門は、商標権法学（ブランドマネジメント）・意匠法（デザインマネジメント）、知的財産管理（IPマネジメント）・技術マネジメント、知的財産事業化・工業所有権、新領域法学・不正競争防止法。

## 略歴
1985年神戸大学工学部計測工学科卒業。1987年同大学大学院工学研究科計測工学専攻修士課程修了。同年、松下電器産業（現パナソニック）に入社。同社情報機器本部を経て、2005年同社AVC知的財産権センター。2012年神戸大学大学院法学研究科博士課程修了、法学博士。2014年大阪工業大学に着任し、現在は、同大学知的財産専門職大学院教授。一級知的財産管理技能士。
主な所属学会は、日本工業所有権法学会、日本デザイン保護協会、著作権法学会。
知的財産の対外啓蒙活動として、社会人向けに日本最大級の無料オンライン大学講座「gacco」（JMOOC公認プラットフォーム）で「知的財産とビジネス」の講師も務めている。また、高校生向けにも、常翔学園高等学校「夢発見ゼミ」(2018-2020)の講師も担当している。